# Zimmerman (Minnesota)
Pour les articles homonymes, voir Zimmerman.
Zimmerman est une ville américaine située dans le Comté de Sherburne, dans le Minnesota. Selon le recensement de 2010, sa population est de 5 228 habitants.